# Архітектура болгарського відродження

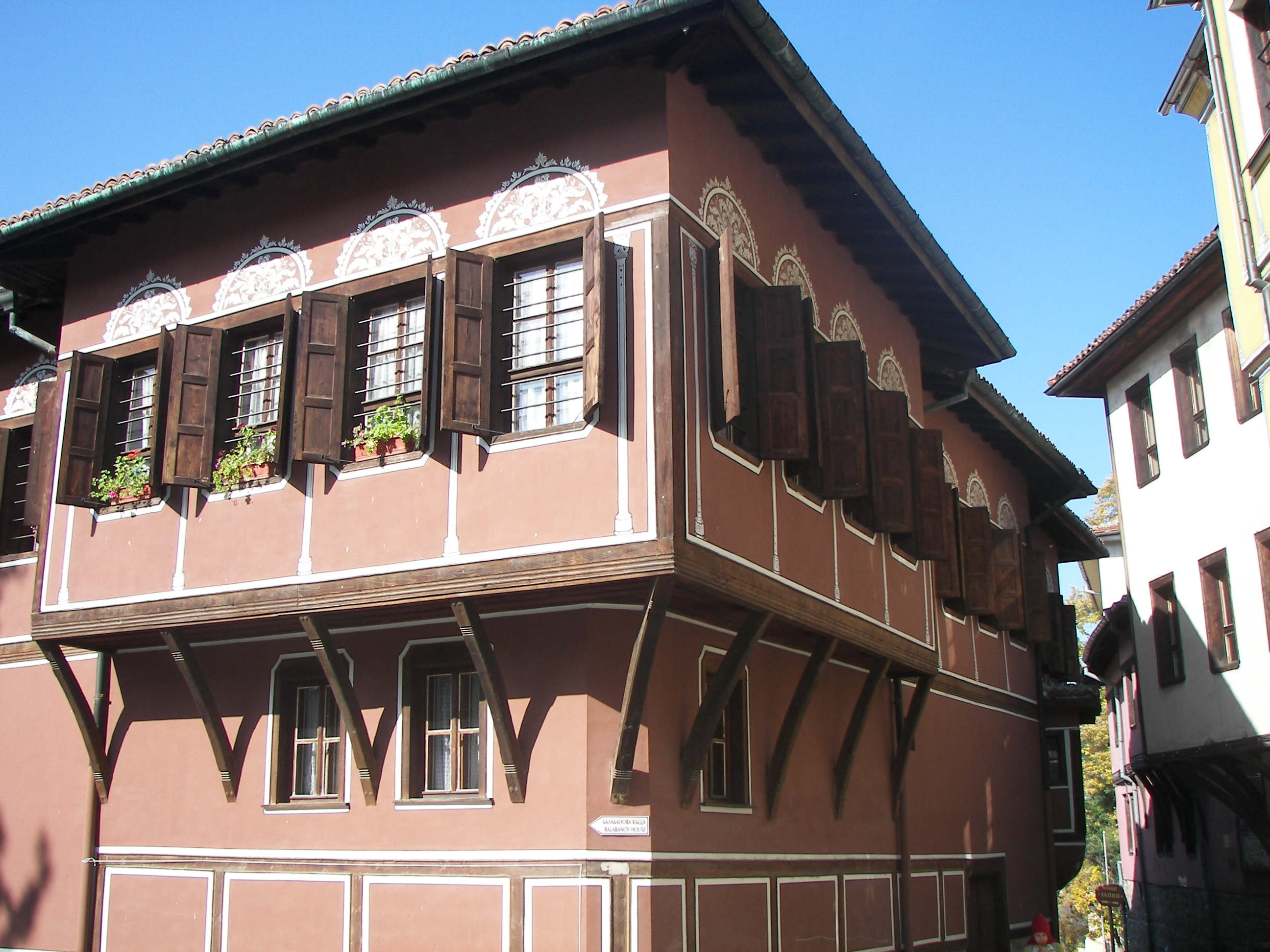
Будинок у Пловдиві

Архітектура болгарського відродження — період болгарської архітектурт між 1770 і 1900 роками
Коріння будинків болгарського відродження слідують традиції будівель з архітектури Другого Болгарського царства. У Болгарії є міста зі збереженою архітектурою відродження: старе місто Пловдив, гірські міста Трявна, Котел, Сопот, Копривщица, Олена, стара болгарська столиця Велико Тирново та інші. Старе місто Пловдива — це живий музей типу архітектури національного відродження, що розвивався там (існували регіональні відмінності) на початку-середині 1800 року.

## Історія
Незважаючи на п'ятивікове турецьке ярмо, болгари, зберігши свою мову, звичаї та віру, вціліли як нація. У другій половині XVIII ст. у Болгарії натуральне господарство поступається місцем товарному, розвиваються ремесла та торгівля, створюється єдиний ринок, поширюється освіта, чому сприяють осередки культури минулого, що зберігалися в основному в монастирях, затверджується новоболгарська мова, відроджується і створюється нова матеріальна та духовна культура. Один із характерних моментів цієї епохи — боротьба за політичну свободу та незалежність, що поєднується з боротьбою проти феодального гніту та засилля грецького духовенства — надає болгарському Відродженню загальності, динамічності та особливої життєвості. Все це позначилося на будівництві та архітектурі житлових, громадських та культових будівель, збудованих болгарами в цю епоху.
Зміни у житті позначилися на країні. Болгари активно включилися у господарську діяльність: багато хто з них, переселившись із сіл до міст, швидко взяли до рук ремесла і торгівлю; інші, залишившись у селах, розвивали сільське господарство. Старі міста — Софія, Пловдів, Шумен (нині Коларовград), Рущук та ін, раніше переважно адміністративні центри, — стали осередком ремесел та торгівлі. Невеликі села Карлове (нині Левскіград), Копрівштіца, Олена, Котел та ін., розвиваючись в економічному відношенні, набували вигляду міст. У цей час болгари будували багато будівель для задоволення своїх зростаючих побутових, господарських і культурних потреб, а турки внаслідок загального занепаду імперії майже перестали будувати свої мечеті, караван-сараї тощо.
Вулиці цих поселень були вузькими і кривими і йшли по рельєфу місцевості з розширеннями в окремих місцях і глухими кутами, утвореними за рахунок виступаючого порталу, еркера, вежі з годинником або дзвіниці. Силует вулиць був спокійним, створений масивними огорожами дворів житлових будинків, часто двоповерхових, що потопали в зелені. Вулиці ремісничих і торгових центрів міст пожвавлювалися трикутними і коромислоподібними фронтонами лавок і майстерень, що стояли поруч. Однією з головних домінант у структурі поселень була вежа з годинником, а пізніше — школа та церква з її дзвіницею. Більшість нових поселень, що розрослися і склалися таким чином, мали мальовничий характер, що гармоніював з навколишнім багатим і різноманітним ландшафтом.
Болгарське житло епохи Відродження дуже різноманітне. Місцеві типи його зародилися ще XVIII в. в умовах натурального господарства та слабких зв'язків між частинами країни.

## Архітектура
Традиційною основою болгарського будинку було приміщення з вогнищем, до якого потім спереду чи ззаду (в районі Странджі-Планіни) або збоку (в інших частинах країни) додалося господарське приміщення. Вхід у нього в гірській частині Західної та Північної Болгарії був через приміщення з вогнищем а в районі Середньої Гори та високої улоговини між Слівенським та Котленським Балканами прохідним було господарське приміщення. На Странджі-Планіні застосовувалися обидва типи, але переважав перший, а Родопах поруч із звичайним застосовувався і спарений будинок. До цих чотирьох головних областей житлової архітектури можна додати п'яту Дунайську низовину, де була широко поширена землянка.
В епоху Відродження місцеві типи будинку отримують подальший розвиток: приміщення стають вищими, світлішими та затишними, з'являються приміщення для роботи та складів, а потім і представницькі парадні кімнати. З кінця XVIII ст. по 1830-ті роки у період швидкого розвитку продуктивних сил, склалися нові місцеві типи будинків, і з 1840-х по 1870-ті гг. ці типи збагачувалися новими елементами, а один з них (пловдівський) став «домом» великої буржуазії. Ці будинки були фахверковими із заповненням із плетінки, обмазаної глиною. Фахверк з'явився з кінця XVIII ст., витісняючи більш стару конструкцію стін (з товстих дощок, забраних у пази стійок), що також дозволяла вільно компонувати план і внутрішній простір будинку, робити великі вікна і застосовувати більш короткий і дешевий ліс, ніж у рубаних будинках, що будувалися в цей час лише в глухих селах у лісовій частині Родопи.
У гірській частині Західної та Північної Болгарії на північ і південь від Старої Планини сільські будинки складалися і в епоху Відродження з приміщення з вогнищем та кімнати, що служила і коморою; міські будинки мали складніший план, фахверкові стіни, стелі, покладені по відкритих балках, і солом'яні, гонтові, з кам'яних плит, а в багатших будинках — черепичними дахами. На північних схилах центральної Старої Планини у великих торгових і ремісничих центрах — Тетевені, Трявні, Дрянові — з'явилися різновиди будинків. У Тетевене будинки мали прямокутний у плані кам'яний нижній поверх, але в верхньому кімната отримала велику нішу, що у бік веранди. У будинку Бобевського (1852) веранда збагачена двома «кешками» (піднятими і виступаючими вперед частинами), а другий поверх подібно до еркера виступає надвір, нависаючи над нижнім. У будинку Хаджігрігорова в Єтрополі (1834) виступає вперед і середня частина веранди. У Трявні в кам'яних нижніх поверхах будинків містилися майстерні, а верхній, житловий, талпеній (талпена къща) конструкції вже межі XVIII і в XIX ст. мав санітарний вузол з умивальником та туалетом (будинок священика Ангела, що належав раніше заможному реміснику). Різьблення прикрашало колони, підкоси під звисами дахів, кінці кроквяних ніг і віконниці, а іноді й стелі (будинок Даскалова, 1807). У 1830—1840-х роках. будинки вже ставилися фасадом із майстернею чи лавкою надвір. Об'єднання житла з лавкою чи майстерні пояснюється як збільшенням числа лавок, які вже не вміщалися у старих торгових центрах поселень, і участю у роботі ремісників членів їхньої сім'ї. Веранда дворового фасаду грає вже другорядну роль. З'явилися і будинки з декількома самостійними житлами, яким є будинок Лафчієва в Дрянові (1840-і рр.), де на другому поверсі знаходяться дві квартири з самостійними входами, а на третьому — чотири житлові приміщення із загальною верандою.
Найбільш розвинені зразки житлової архітектури знаходяться в Копривштиці та Пловдіві, де на базі місцевих прийомів та форм склалися представницькі будинки великої буржуазії.

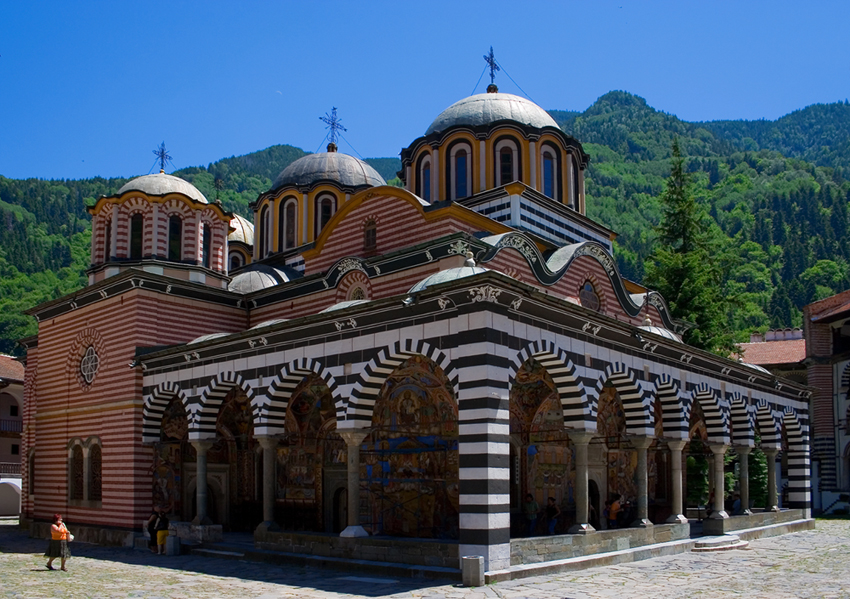
Рильський монастир

Особливу групу становлять житлові будинки монастирів. У дану епоху монастирі користувалися повагою населення Болгарії як зберігачі національних культури, освіти, віри та мови, і відновлюючи їх населення намагалося висловити свої патріотичні почуття та національну гордість. Болгарські монастирі часто розташовувалися в гористих і лісистих важкодоступних місцях, які приховували їх від турецької навали. Їхня споруда починалася зі зведення житлової будівлі з келіями для ченців, біля якої будували церкву, а осторонь них — господарські будівлі. Монастир оточувався низькою кам'яною огорожею або примикав до річки, урвища, лісу, будучи в такому разі відкритим з однієї або кількох сторін. При збільшенні кількості будівель забудова часто ставала замкненою, зручнішою для оборони. Відповідаючи рельєфу місцевості та природним кордонам ділянки, плани монастирів зазвичай набували неправильної форми і зберігали цю рису Середньовіччя й у епоху Відродження.
Характерною спорудою для болгарських міст та сіл XVIII—XIX ст. були годинникові вежі, дзвін яких регламентував виробництво та торгівлю у майстернях та лавках та робочий час турецьких чиновників.
Поширення освіти і її світський характер — наслідок розвитку продуктивних зусиль і боротьби політичну незалежність — зробили необхідним спорудження шкільних будинків. Спочатку це були «взаємні» школи, зазвичай двоповерхові зі їдальнею для школярів на першому поверсі та одним-двома класами на другому. Зовнішнім виглядом ці школи подібні до житлових будинків. У ХІХ ст. у зв'язку із збільшенням числа учнів та подовженням курсу навчання з'являються класні школи — більші будівлі з вестибюльною та коридорною схемою плану, на фасадах яких можна бачити чимало елементів житлової архітектури.
Як світська, і культова архітектура Болгарії 1770—1870-х гг. розвивалася в одному напрямі. З одного боку, будувалися більші і зручніші будівлі, що відповідали зростаючим потребам населення країни, з другого,— в архітектурі цих будинків відбилися зростання національної самосвідомості болгар і пробудження вони сподівань близьке звільнення від турецького ярма. Композиція житлових будинків випливала з побутового устрою їх мешканців і лише з середини XIX ст. у багатших будинках вона стала симетричною, не позбавляла, однак, ці будівлі привітності та затишку, що посилювалися застосуванням різьблення та розпису. У церквах успадковані від середніх віків прийоми композиції і деякі форми відродилися знову в цю пору боротьби за національну незалежність, а бажання зробити і ці будинки веселішими викликало появу в них нових рис, навіяних частиною житловою архітектурою (зовнішні галереї), частиною своєрідно витлумаченими бароко (коромислоподібні фронтони та закомари, овальні та чотирипелюсткові вікна) та класицизмом (внутрішні та зовнішні колонади церков). Але ці елементи настільки змінені і підпорядковані загальної композиції будівель, що неможливо говорити про бароко і класицизм у болгарській архітектурі часу, що розглядалася, яка йшла своїм шляхом, зберігаючи свою національну своєрідність.

## Галерея

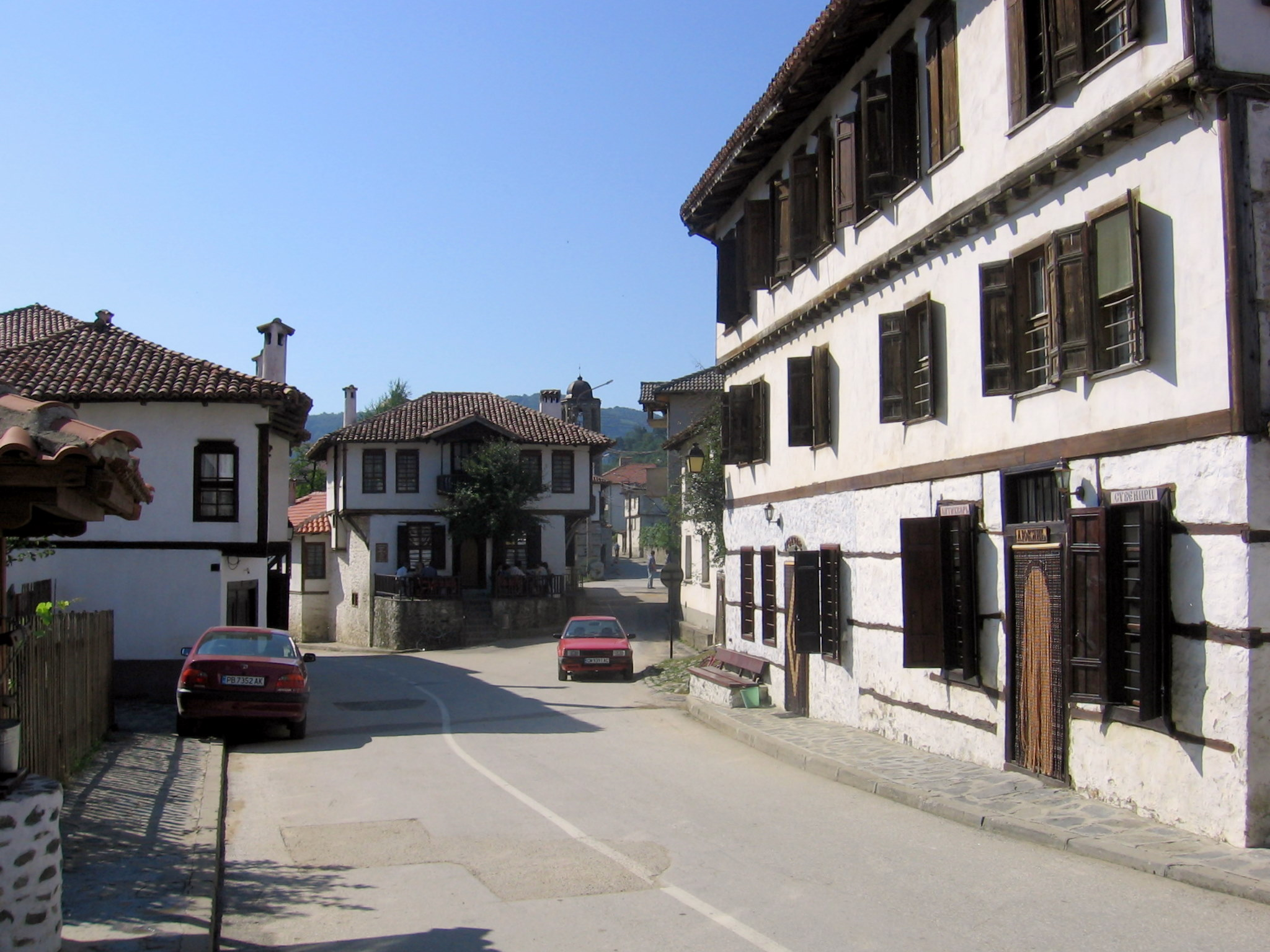
Златоград
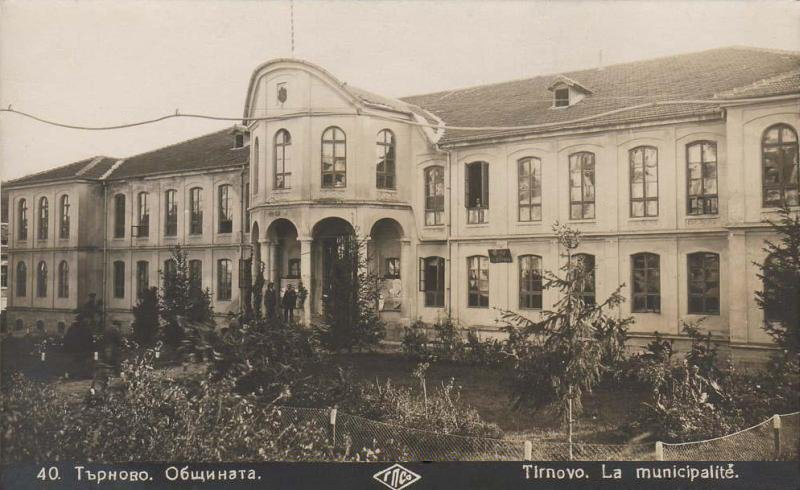
Будівля першого болгарського парламенту
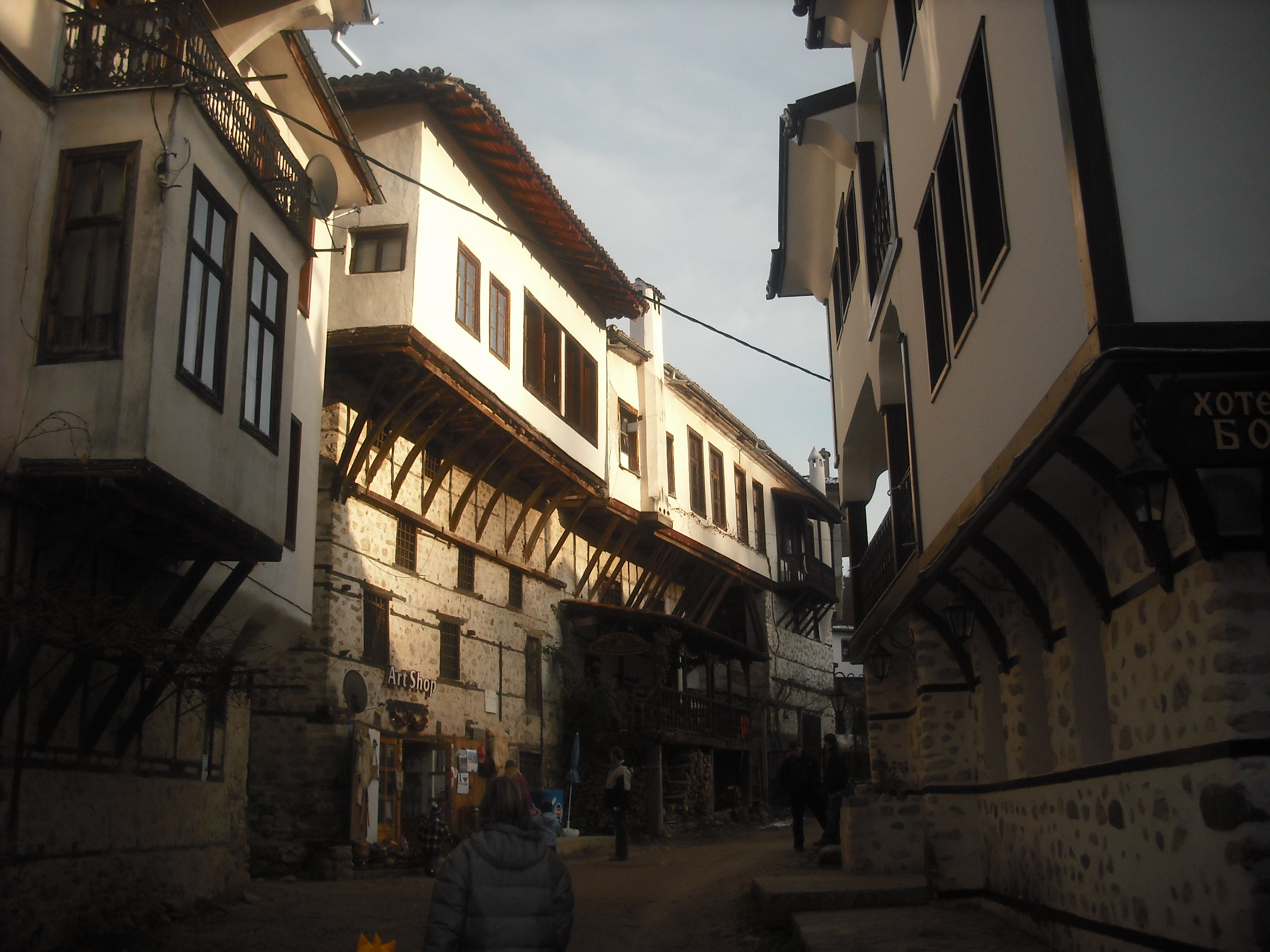
Будинок в болгарському місті Мельник
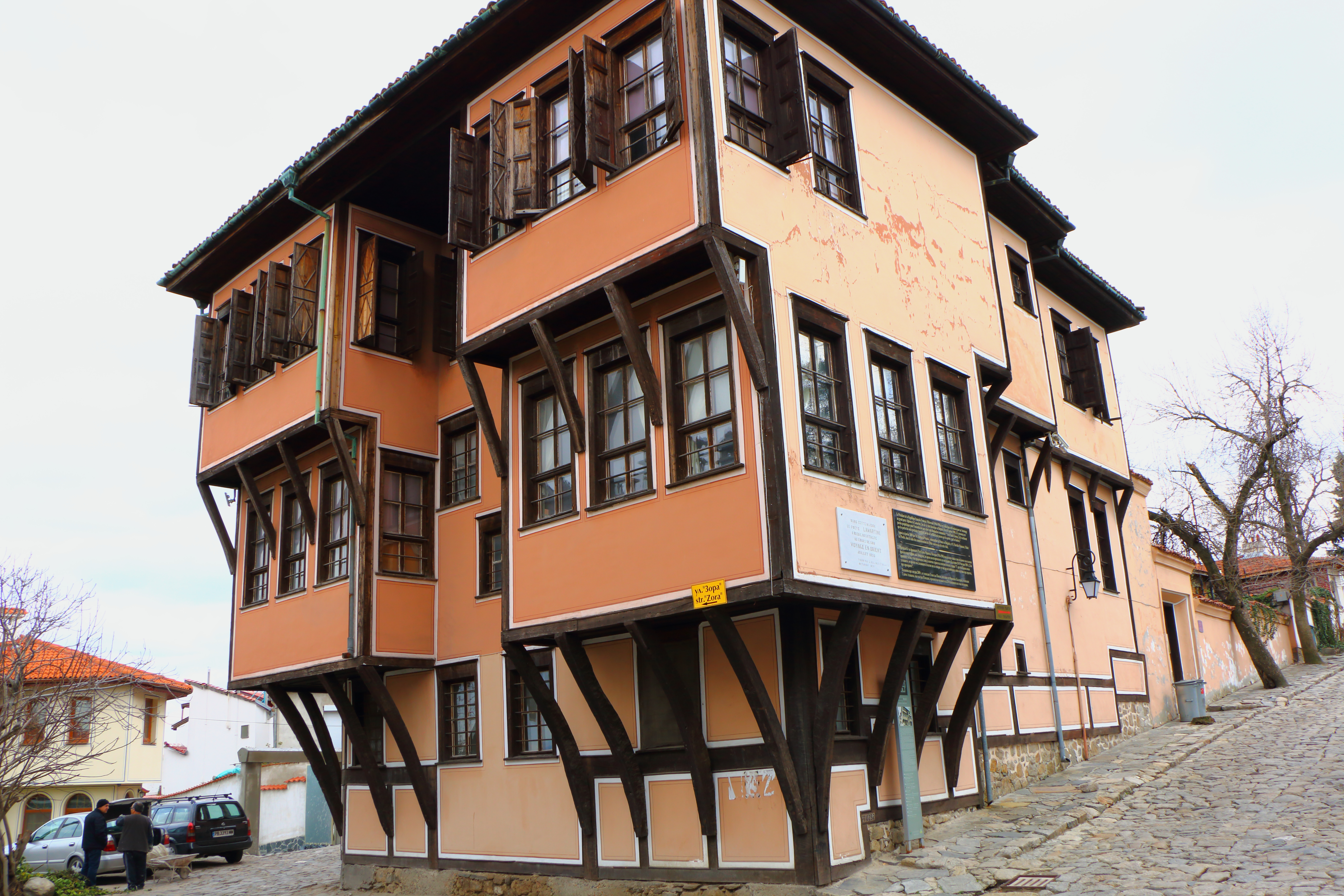
Дім Ламартіна (Пловдів)
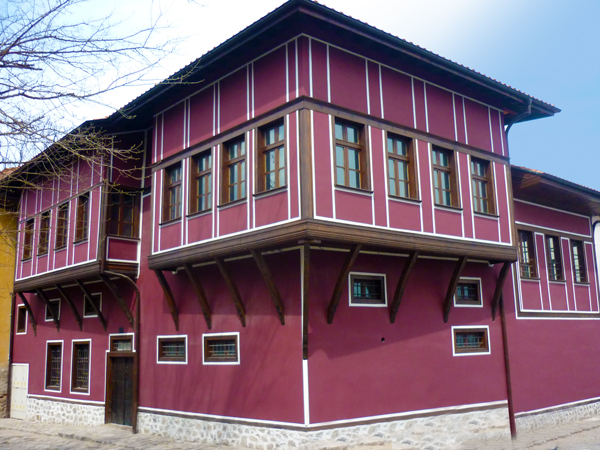
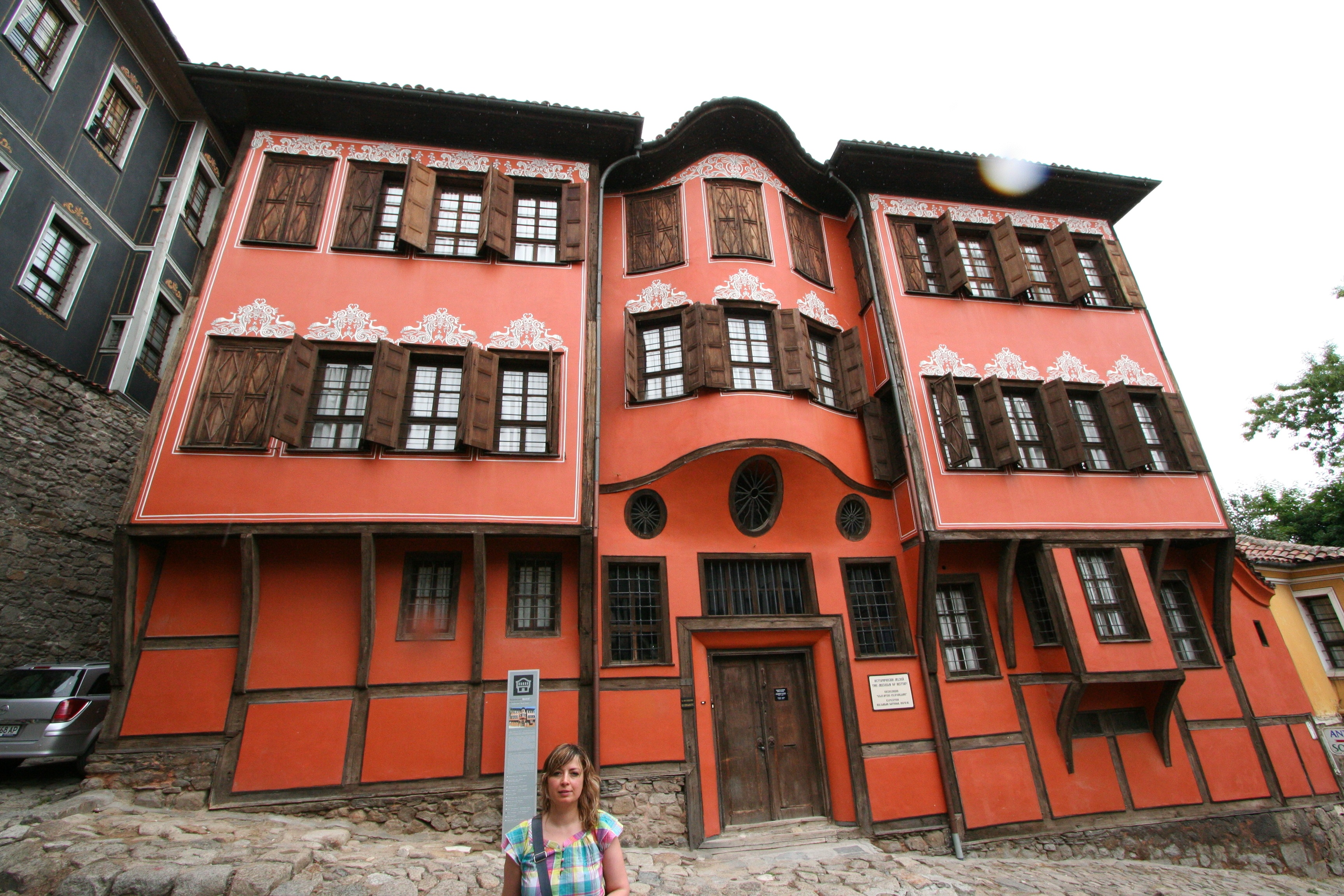
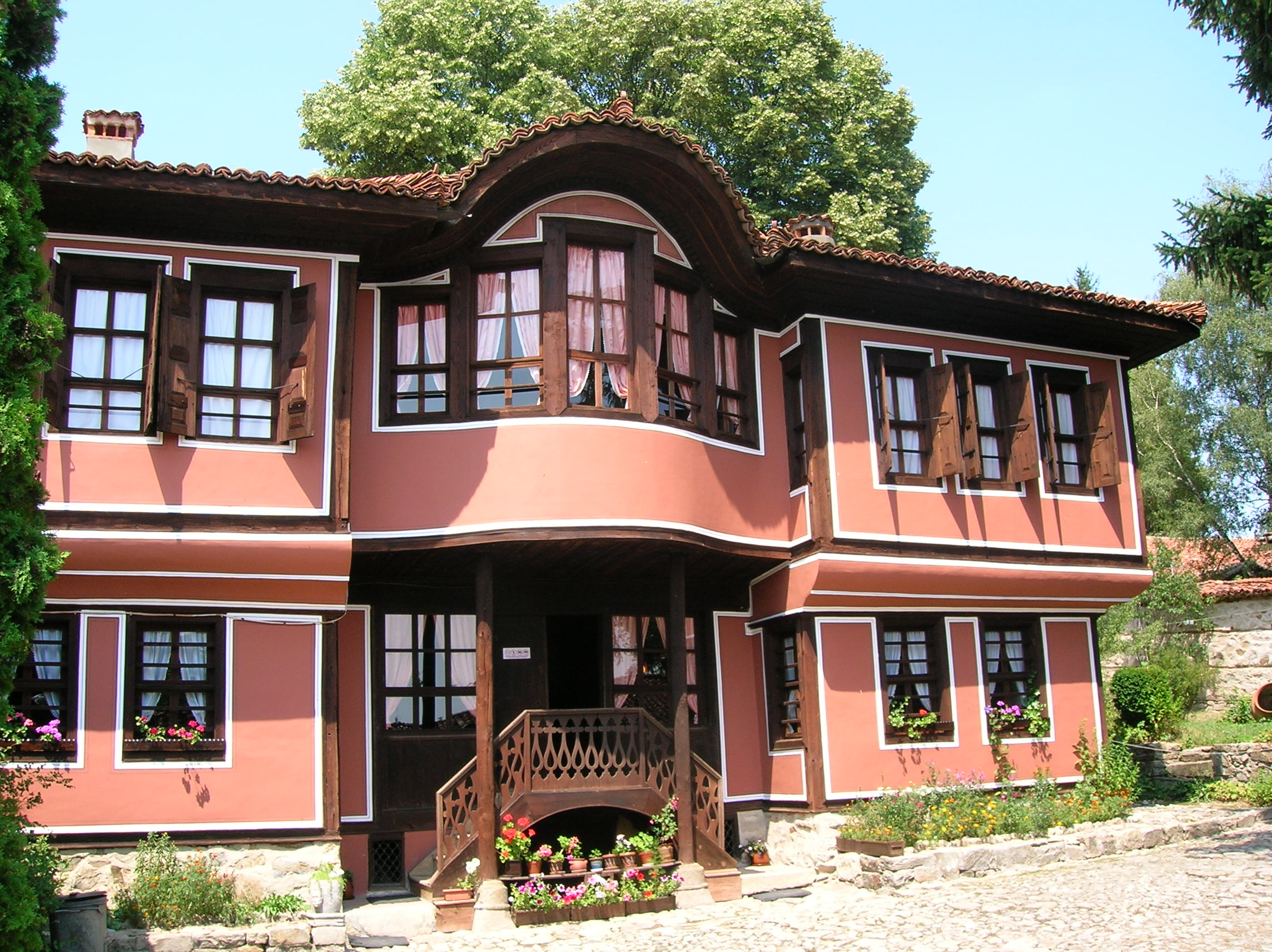
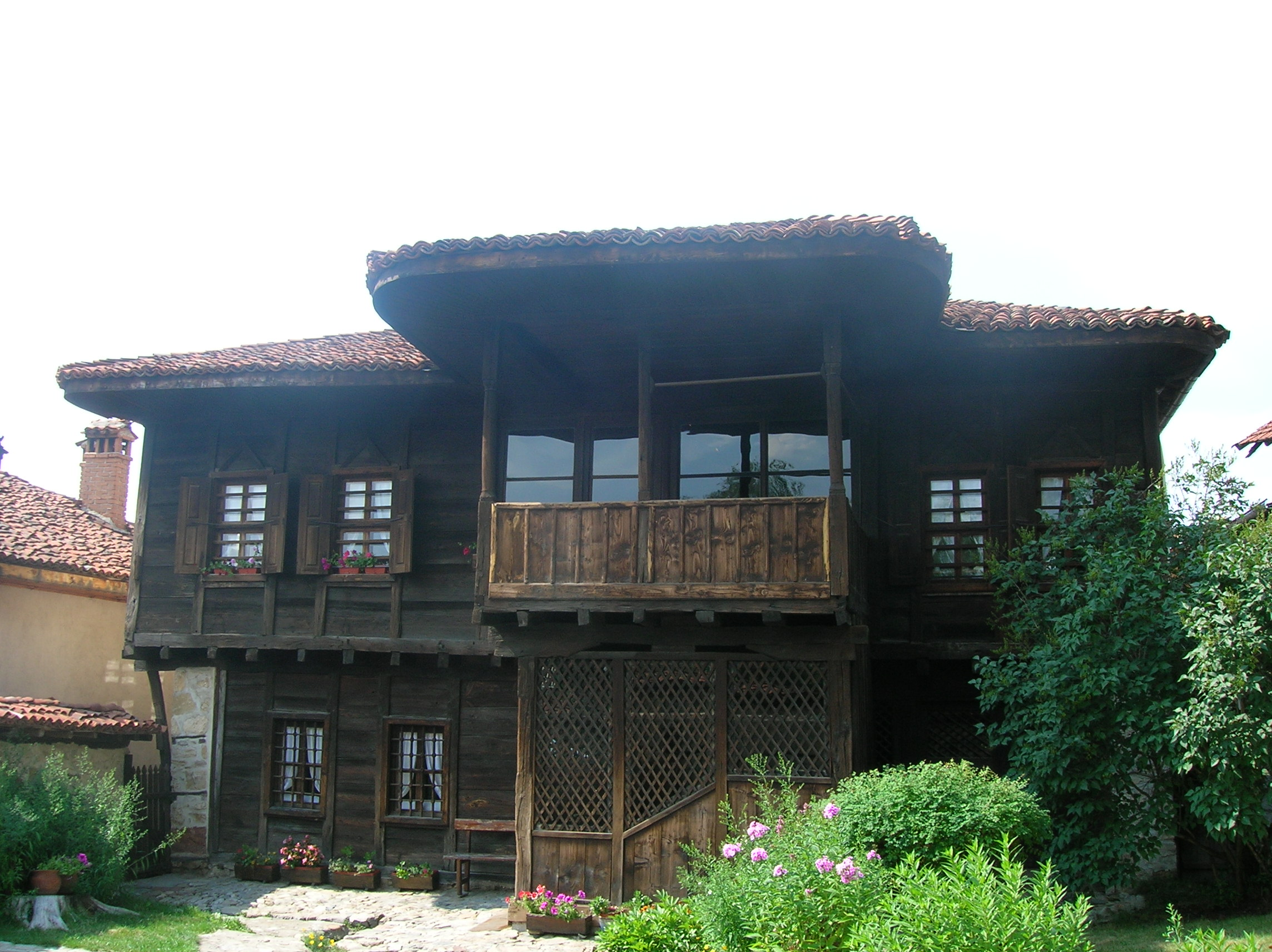
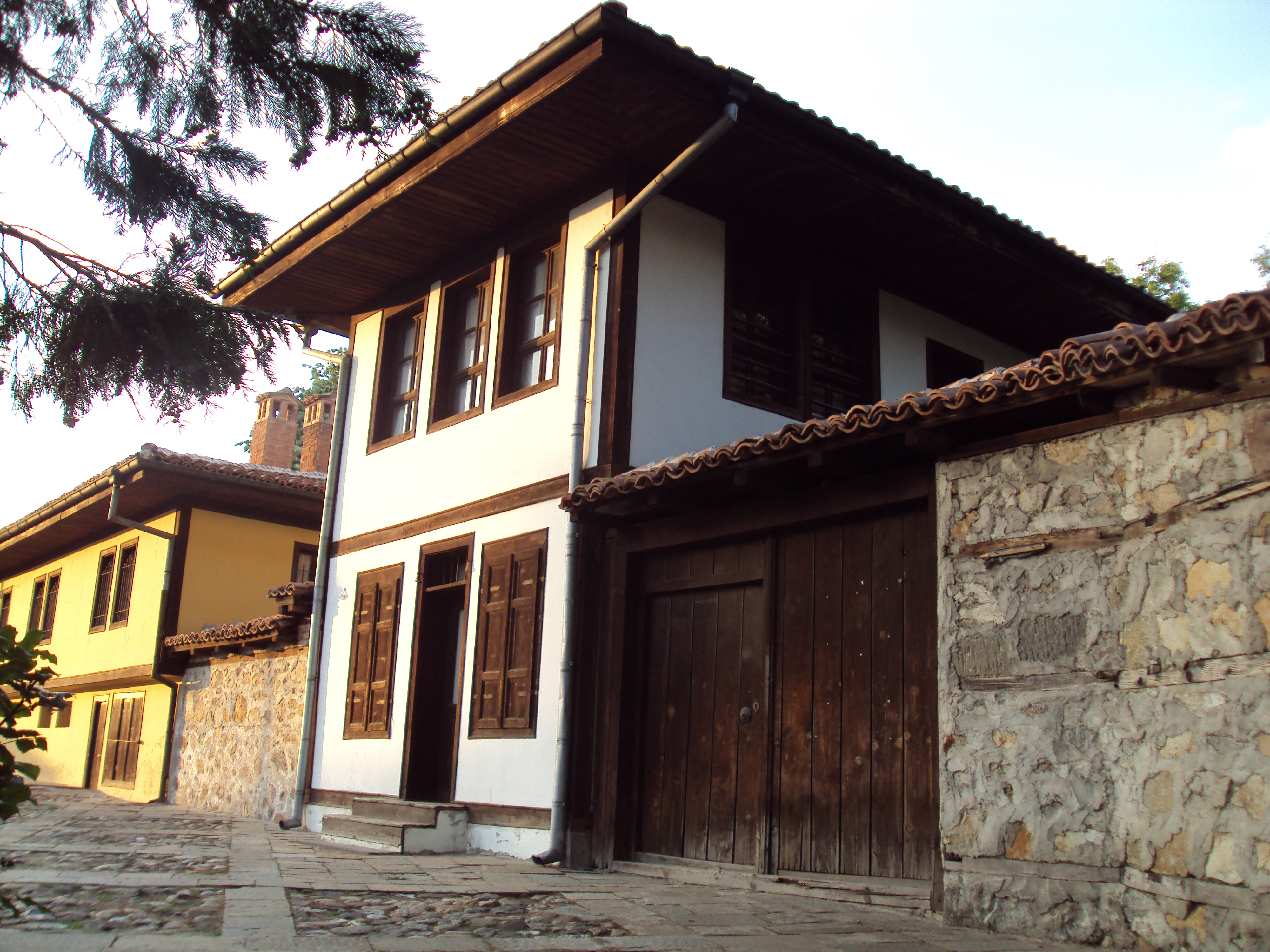
Старий будинок в Панагюрішті